# Brita Brazil

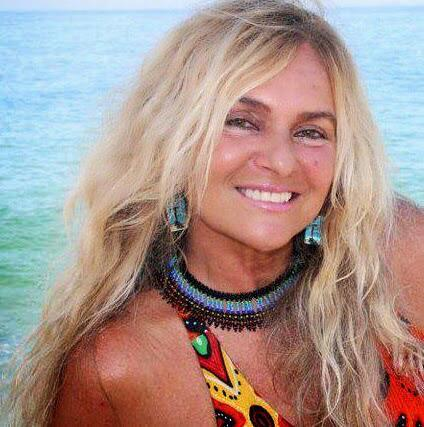
Márcia Monteiro BRITO - BRita BRazil

Márcia Monteiro Brito (Río de Janeiro, 31 de enero de 1954) más conocida por el nombre artístico de BRita BRazil, es una actriz, cantante, compositora, bailarina, coreógrafa, poeta, productora y modelo brasileña.
https://commons.wikimedia.org/wiki/File:BRITA_BRAZIL.jpg#/media/File:BRITA_BRAZIL.jpg

## Biografía
El objetivo primordial de BRita, ser artista comenzó en 1967, cuando tenía 13 años, por su preocupación por las tierras indígenas invadidas por fazendeiros. 
Desde entonces, BRita comenzó a aceptar las propuestas en el campo de la MODA, para hacerse famosa y poder hablar por los indígenas (que apenas hablaban portugués) y mostrar a Brasil la urgencia de ayudarlos, y valorar este patrimonio brasileño menospreciado> la Cultura Indígena.
Ya haciendo sesiones de moda para todas las editoriales brasileñas, BRita formó parte de la creación de la Comisión Pro-Indio, situada en la LAPA (RJ, 1970). Esta se extendió a la Ecología, teniendo en cuenta que la Cultura Indígena cuida y preserva nuestra Naturaleza. 
Se hizo conocida en los años 70 como la primera top model de Brasil, por la cantidad de trabajos publicados y exhibidos.
Lanzó la marca LYCRA traída por americanos, desfilando por las fábricas de tejidos por todo lo Brasil,. Hizo incontables comerciales para la TELE brasileña; fue portada de incontables revistas de moda de las editoras Bloch, Abril, Vecchi y Globo. 
Semanalmente estaba en El Globo, Última Hora, BRazil Herald, etc. Trabajó también como modelo en Inglaterra, Francia e Italia, Volvió a Brasil en 1975, haciendo la campaña de los cigarrillos HILTON. Fue modelo de 1967 a 1984. Se casó con el productor holandés Robert Williem Bakker, con quien tuvo a su hija Ramona Bakker, en Hollywood. Volviendo a Brasil en 1979, comenzó a estudiar arte dramático en el TABLADO (durante 3 años), y volvió a Los Ángeles (CA), donde hizo cursos de interpretación. 
Estudió baile en los Estados Unidos (Rolland Duprée), y en Brasil en el Ballet Dalal Hallar, Graciela Figueroa, Carlota Portela, Mercedes Batista, Renato Vieira, entre otros... Ganó premios con la coreografía Baila de las Muñecas, presentada en el Teatro Villa Lobos, promovido por el Ballet Dalal Hallar. Coreógrafa de la película americana BOCA. Fue profesora de alargamiento, enseñó baile y bailó en el Scala Río. Fue bailarina durante 9 años.
Más tarde (2003) BRita culminó su larga trayectoria en proteger a niños callejeros y orfanatos, fundando la Niños Afro-Indio de Brasil, un Centro Cultural en área de riesgo, en Brás de Pina, Río de Janeiro, en la favela de Pequerí (que queda situada cerca del Muero del Alemán, Penha),  donde niños convivían diariamente con crímenes. 
BRita llevó a los niños y jóvenes todo su conocimiento de vida, enfocando en la cultura indígena y ecológica, de forma lúdica, con intención de formar "soldados ecológicos" para proteger la Naturaleza de Brasil y despertar su curiosidad. De esta forma, introducía en la vida de estos niños, una calidad de vida mejor y principalmente la conciencia ecológica.  En este Centro-Escuela, con una pequeña, pero constante ayuda financiera de amigos, puede suministrar las actividades como Inglés ( a pedido de los niños), Yoga, informática, meditação, poesía, cultura indígena, teatro, capoeira, Kickboxing, apoyo escolar, y recogiendo materiales en el Río, montó una gran Biblioteca y Videoteca.. 
BRita promovió paseos a estos niños para conocer Río de Janeiro, puntos turísticos como el Corcovado, Parque Lage, exposiciones, y su vida cultural incluyendo teatro y cine.. La mayoría de esos niños ni conocían las playas del Río, viviendo tan cerca de ellas... Este proyecto duró cerca de 6 años.
Como actriz, trabajó por 10 años en la TELE GLOBO en diversas líneas de show (Jô Soraes, todos los programas de Chico Anysio, Los Trapalhões, Zorra Total entre otros también en la TELE Titular). Quedó famosa en Brasil con lo personaje Flora Própolis, del programa de televisión Escolinha del Profesor Raimundo (1990-1994).
Aunque Chico Anysio, que creó lo personaje FLORA PRÓPOLIS (inspirado en la lucha ecológica de BRita),  jugueteaba en la Escolinha del Profesor Raimundo, diciendo "esto aún va a darme un nieto" este ya existía. Era Rian Brito, músico, hijo de BRita con el actor Nizo Nieto- Francisco Anysio de Oliveira Paula Neto,.
En 2001, adopta el nombre artístico de BRita BRazil, tras haber trabajado en diversos artes, por 33 años, como Márcia Brito, como explica en su web> www.britabrazil.com. 
Como compositora BRita ha compuesto y más de 100 canciones. La mayoría de ellas está en su canal en el Youtube. Escribe en 11 ritmos> bossa, blues, baião, pop, xote, samba, bolero, jazz, mpb, côco y rock,
Cantó, durante los años 90, en diversos bares del Río, y en muchas ciudades brasileñas (Búzios, Brasilia, Maceió, etc), como también en Los Ángeles donde tuvo el elogio del crítico musical del periódico LOS ANGELES EQUIPOS, que dijo  "BRita es una nueva talentosa compositora, que me hace acordar Tom Jobim en su composición Bossa Brasil. Ella tiene una agradable voz aveludada. Vosotros necesitáis oírla"- Don Heckman. 
En 2009, BRita escribió, coreografio, produjo y presentó VERSOS EN MOVIMIENTO, monólogo poético exhibido con éxito en el SESC- Bento Gonçalves, durante el Congreso Brasileño de Poesía, espectáculo que será remontado en 2015.
Actualmente (2014), BRita BRazil hace el personaje INDIRA, una profesora de YOGA del Acquazen, en MALHAÇÃO (TELE GLOBO).

## Trabajos en el cine
The Rhinemann Exchange (Los Ángeles) (1976)
- Fulaninha (1986)
- Gabriela, Cravo y Canela (1983) .... Bataclete 3
- El Increíble Monstruo Trapalhão (1982)
- Aventuras de Paraíba (1982)

## Escritora
- 2011 - Revolución

## Trabajos en la televisión
| Año       | Programa                             | Papel                                   | Emisora   |
| --------- | ------------------------------------ | --------------------------------------- | --------- |
| 1980      | Chico City, Chico Total, El Hospital | Varios Personajes                       | Red Globo |
| 1981-1987 | Viva el Gordo                        | Varios Personajes                       | Red Globo |
| 1989      | Pacto de Sangre                      | Red Globo Los Trapalhões (varios años). |           |
| 1990-1994 | Escolinha del Profesor Raimundo      | Flora Própolis                          | Red Globo |
| 2011      | Aquel Beso                           | Exorcista                               | Red Globo |
| 2014      | Malhação                             | Indira                                  | Red Globo |